# Ricarda Liver
Ricarda Liver (* 10. Dezember 1941 in Chur) ist eine Schweizer Romanistin.

## Leben
Ricarda Liver ist die Tochter des Bündner Juristen Peter Liver, der als Professor an der Universität Bern lehrte. Sie besuchte in Bern die Schulen und studierte an der dortigen Universität Romanische, Lateinische und Italienische Philologie und die Rätoromanische Sprache. Sie war Assistentin am Lehrstuhl für Latinistik und habilitierte sich mit einer Untersuchung über die lateinische Gebetssprache.
1972 bis 1975 war sie Redaktorin am Dicziunari Rumantsch Grischun. 1982 wurde sie als Nachfolgerin von Siegfried Heinimann ordentliche Professorin am Romanischen Seminar der Universität Bern, wo sie bis zu ihrer Emeritierung 2002 lehrte. Seit 1974 leitete sie das von Samuel Singers Beispielsammlung ausgehende Sprichwörterprojekt Thesaurus proverbiorum medii aevi. Liver veröffentlichte sprachwissenschaftliche Studien und Lehrbücher zum Rätoromanischen.

## Schriften (Auswahl)
- Die Nachwirkung der antiken Sakralsprache im christlichen Gebet des lateinischen und italienischen Mittelalters. Untersuchungen zu den syntaktischen und stilistischen Formen dichterisch gestalteter Gebete von den Anfängen der lateinischen Literatur bis zu Dante (= Romanica Helvetica. 89, ISSN 0080-3871). Francke, Bern 1979, ISBN 3-7720-1357-0.
- Manuel pratique de romanche. Sursilvan – vallader. Précis de grammaire suivi d’un choix de textes (= Romanica Raetica. 4, ZDB-ID 554960-7). Lia Rumantscha, Chur 1982 (Digitalisat; 2e édition revue et corrigée. ebenda 1991).
- Dante-Übersetzungen ins Rätoromanische. In: Deutsches Dante-Jahrbuch. Band 58, 1983, S. 119–152, doi:10.1515/dante-1983-0108.
- Aspekte des Sprichworts: Zu einer neuen Sammlung von schweizerdeutschen Sprichwörtern. In: Proverbium. Band 1, 1984, S. 93–117.
- Ecrire au Moyen Âge. A propos d’une nouvelle interpretation de Vindovinello veronese. In: Jacqueline Cerquiglini-Toulet, Olivier Collet (Hrsg.): Mélanges de philologie et de littérature médiévales offerts à Michel Burger (= Publications romanes et françaises. 208). Droz, Genf 1994, ISBN 2-600-00017-8, S. 203–214.
- Mittellatein und Volkssprachen im Sprichwort. Zum Erscheinen des ersten Bandes des "Thesaurus proverbiorum medii aevi” (TPMA) begründet von Samuel Singer. In: Peter Stotz (Hrsg.): Non recedet memoria eius. Beiträge zur lateinischen Philologie des Mittelalters im Gedenken an Jakob Werner (1891–1944) (= Lateinische Sprache und Literatur des Mittelalters. 28). Lang, Bern u. a. 1995, ISBN 3-906753-22-0, S. 187–198.
- Dantes Reise durch Hölle, Fegefeuer und Himmel. In: Hubert Herkommer, Rainer Christoph Schwinges (Hrsg.): Engel, Teufel und Dämonen. Einblicke in die Geisterwelt des Mittelalters. Schwabe, Basel 2006, ISBN 3-7965-2027-8, S. 119–130.
- Rätoromanisch. Eine Einführung in das Bündnerromanische. Narr, Tübingen 1999, ISBN 3-8233-4973-2 (2., überarbeitete und erweiterte Auflage. ebenda 2010, ISBN 978-3-8233-6556-3).
- Der Wortschatz des Bündnerromanischen. Elemente zu einer rätoromanischen Lexikologie. Francke, Tübingen 2012, ISBN 978-3-7720-8468-3.
- Bibelübersetzungen in den Anfängen der bündnerromanischen Schriftsprache. In: Georges Darms (Hrsg.): Akten des V. Rätoromanistischen Kolloquiums. Lavin 2011. = Actas dal V. Colloqui Retoromanistic. Francke, Bern 2013, ISBN 978-3-7720-8474-4, S. 41–52.